# Norragylet (Kyrkhults socken, Blekinge, 625398-142590)
Norragylet är en sjö i Olofströms kommun i Blekinge och ingår i Skräbeåns huvudavrinningsområde.